# Jerzy Podbrożny
Jerzy Podbrożny (né le 16 décembre 1966 à Przemyśl, Pologne) est un footballeur polonais.

## Carrière
- 1985-1986 : Polna Przemyśl  Pologne
- 1986-1989 : Resovia  Pologne
- 1989-1991 : LKS Igloopol Dębica  Pologne
- 1991-1994 : Lech Poznań  Pologne
- 1994-1996 : Legia Varsovie  Pologne
- 1996-1997 : CP Mérida  Espagne
- 1997-1998 : CD Toledo  Espagne (en prêt)
- 1998-1999 : Chicago Fire  États-Unis
- 1999-2000 : Zagłębie Lubin  Pologne
- 2000-2001 : Pogoń Szczecin  Pologne
- 2001-2002 : Amica Wronki  Pologne
- 2002-2003 : Wisła Płock  Pologne
- 2003 : Widzew Łódź  Pologne
- 2003-2004 : Świt Nowy Dwór Mazowiecki (en)  Pologne
- 2005-2006 : Victoria Września  Pologne

## Palmarès
- 6 sélections et 0 but avec l'équipe de Pologne.